# 哥斯達黎加粗指鰧
哥斯達黎加粗指鰧（學名：Dactylagnus peratikos），為輻鰭魚綱䲁形目指鰧科粗指鰧屬的一個種，分布於中西大西洋哥斯大黎加及巴拿馬海域，深度0至6公尺，本魚身體扁平，向尾部逐漸變細，頭部大、深，前部鈍圓，鼻孔管狀，口上翹，下頜突出，眼無柄，兩唇均有皮瓣，鰓蓋上有褶邊，背鰭、臀鰭基長，背鰭連續，起點約於臀鰭下，每腹鰭有1、3條，側線連續，在第6-8背棘下方向下彎曲，在拱形前部有15-17片鱗片，在直後部有32-34片鱗片，側線前方以上有1排鱗片，在拱形部分末端有2排鱗片，身體顏色從淺到深不等，有白色、棕色或微紅色，無雜斑，一些個體有馬鞍狀橫帶穿過背部，背鰭硬棘7-23枚、臀鰭硬棘2枚，體長可達6.6公分，棲息在近岸有遮蔽的沙底質海域，生活習性不明。